# Jorge Trêpa
Jorge Oliveira de Sousa Trepa (* 22. August 1982 in Porto) ist ein portugiesischer Schauspieler.
Nach einer Rolle als Jugendlicher in einer Telenovela des öffentlich-rechtlichen Fernsehsenders RTP spielte er bisher in vier Filmen seines Großvaters mit, dem Regisseur Manoel de Oliveira. 
Er ist der Bruder des Schauspielers Ricardo Trêpa.

## Filmografie
- 1999–2000: "A Lenda da Garça" (TV-Serie)
- 2000: Palavra e Utopia
- 2001: Das Porto meiner Kindheit ("Porto da Minha Infância")
- 2007: Christoph Kolumbus – Das Rätsel ("Cristóvão Colombo - O Enigma")
- 2010: Painéis de São Vicente de Fora - Visão Poética  (Kurzfilm)